# 枫丹米隆
方丹米隆（法語：Fontaine-Milon，法語發音：[fɔ̃tɛn milɔ̃]）是法国曼恩-卢瓦尔省的一个旧市镇，属于昂热区。2016年1月1日，方丹米隆和相邻的马泽合并为新市镇马泽-米隆（Mazé-Milon）。

## 地理
方丹米隆（47°30'6"N, 0°14'53"W）面积8.46 平方千米，位于法国卢瓦尔河地区大区曼恩-卢瓦尔省，该省份为法国西部内陆省份，大致对应安茹地区，北起顺时针与马耶讷省、萨尔特省、安德尔-卢瓦尔省、维埃纳省、德塞夫勒省、旺代省、大西洋卢瓦尔省和伊勒-维莱讷省接壤。
与方丹米隆接壤的市镇（或旧市镇、城区）包括：马泽。
方丹米隆的时区为UTC+01:00、UTC+02:00（夏令时）。

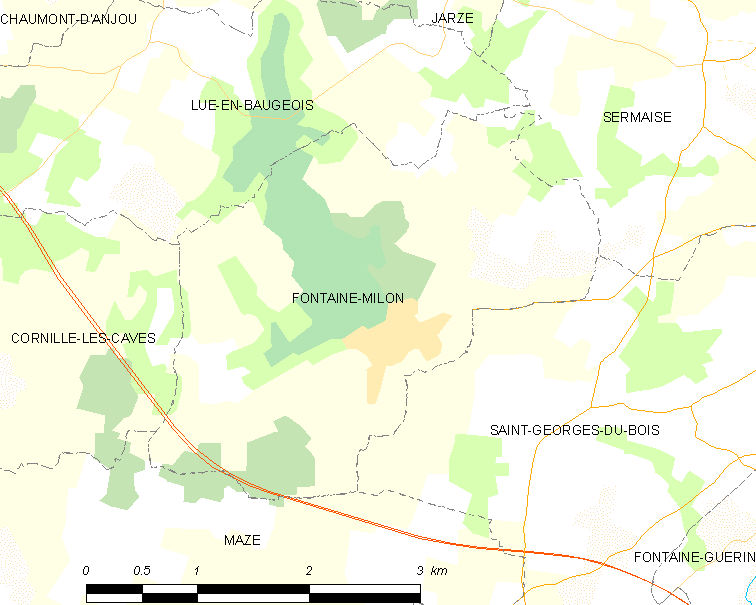
方丹米隆的OSM定位图

## 行政
方丹米隆的邮政编码为49140，INSEE市镇编码为49139。

## 政治
方丹米隆所属的省级选区为安茹地区博福尔县。

## 人口

1962-2008年间方丹米隆人口变化图示

方丹米隆于2018年1月1日时的人口数量为642人。